# Copa Suzuki AFF 2010
El Campeonato de fútbol de la ASEAN, patrocinado por Suzuki y oficialmente conocido como Copa Suzuki AFF 2010, fue la octava edición del torneo para selecciones pertenecientes a la Asociación de Naciones del Sudeste Asiático, ASEAN. Fue coorganizado por los países de Indonesia y Vietnam, y se llevó a cabo entre el 1 y el 29 de diciembre de 2010.

## Estadios sedes
| Jakarta                   | Palembang                | Hanoi                    | Nam Dinh             | Kuala Lumpur                 |
| ------------------------- | ------------------------ | ------------------------ | -------------------- | ---------------------------- |
| Gelora Bung Karno Stadium | Gelora Sriwijaya Stadium | Mỹ Đình National Stadium | Thiên Trường Stadium | Bukit Jalil National Stadium |
| Capacidad: 88,083         | Capacidad: 36,000        | Capacidad: 40,192        | Capacidad: 20,000    | Capacidad: 110,000           |
|                           |                          |                          |                      |                              |

## Ronda clasificatoria
En este torneo participaron las 4 selecciones de menor coeficiente en el sudeste de Asia, se desarrolló en el Nuevo Estadio Nacional de Laos de la ciudad de Vientián, en Laos, entre el 22 y el 26 de octubre de 2010. La Selección de Brunéi no participó debido a una sanción de la FIFA.
El torneo otorgó dos plazas para el torneo final, las cuales fueron ganadas por la Selección de Laos y por la Selección de Filipinas.
| Pos. | Equipo         | Pts. | PJ | G | E | P | GF | GC | Dif. | Clasificación |
| ---- | -------------- | ---- | -- | - | - | - | -- | -- | ---- | ------------- |
| 1    | Laos (H)       | 5    | 3  | 1 | 2 | 0 | 8  | 3  | +5   | Clasificados  |
| 2    | Filipinas      | 5    | 3  | 1 | 2 | 0 | 7  | 2  | +5   | Clasificados  |
| 3    | Camboya        | 5    | 3  | 1 | 2 | 0 | 4  | 2  | +2   |               |
| 4    | Timor Oriental | 0    | 3  | 0 | 0 | 3 | 3  | 15 | −12  |               |

 Fuente: 
| 22-10-2010 | Timor Oriental | 0 – 5   | Filipinas                                                            | National Sports Complex, Vientiane |                            |
|            |                | Reporte | Araneta 27', 41', 57' · P. Younghusband 30' (pen.) · Del Rosario 32' | Árbitro(s): Leow Thiam Hoe         | Árbitro(s): Leow Thiam Hoe |

| 22-10-2010 | Laos | 0 – 0   | Camboya | National Sports Complex, Vientiane  |                                     |
|            |      | Reporte |         | Árbitro(s): Mohd Nafeez Abdul Wahab | Árbitro(s): Mohd Nafeez Abdul Wahab |

| 24-10-2010 | Camboya                          | 4 – 2   | Timor Oriental            | National Sports Complex, Vientiane |                             |
|            | Borey 26', 29', 40' · Sinoun 75' | Reporte | Chiquito 5' · Anggisu 84' | Árbitro(s): Phung Dinh Dung        | Árbitro(s): Phung Dinh Dung |

| 24-10-2010 | Filipinas                                          | 2 – 2   | Laos                         | National Sports Complex, Vientiane |                                 |
|            | P. Younghusband 76' (pen.) · J. Younghusband 90+4' | Reporte | Soukaphone 28' · Kanlaya 40' | Árbitro(s): Mongkolchai Pechsri    | Árbitro(s): Mongkolchai Pechsri |

| 26-10-2010 | Filipinas | 0 – 0   | Camboya | National Sports Complex, Vientiane  |                                     |
|            |           | Reporte |         | Árbitro(s): Mohd Nafeez Abdul Wahab | Árbitro(s): Mohd Nafeez Abdul Wahab |

| 26-10-2010 | Laos                                                                                       | 6 – 1   | Timor Oriental | National Sports Complex, Vientiane |                             |
|            | Kovanh 11' · Soukaphone 16' · Lamnao 47' (pen.) · Konekham 59' · Kanlaya 61' · Ketsada 78' | Reporte | Chiquito 8'    | Árbitro(s): Phùng Đình Dũng        | Árbitro(s): Phùng Đình Dũng |

## Fase de grupos

### Grupo A
- Partidos a realizarse en Indonesia.
| Equipo    | PJ | PG | PE | PP | GF | GC | Dif | Pts |
| --------- | -- | -- | -- | -- | -- | -- | --- | --- |
| Indonesia | 3  | 3  | 0  | 0  | 13 | 2  | +11 | 9   |
| Malasia   | 3  | 1  | 1  | 1  | 6  | 6  | 0   | 4   |
| Tailandia | 3  | 0  | 2  | 1  | 3  | 4  | −1  | 2   |
| Laos      | 3  | 0  | 1  | 2  | 3  | 13 | −10 | 1   |

| 1 de diciembre de 2010, 17:00 | Tailandia          | 2 – 2   | Laos                             | Estadio Gelora Bung Karno, Yakarta |                                |
|                               | Chaikamdee 67' 90' | Reporte | Inthammavong 53' · Sysomvang 81' | Árbitro(s): Sato Ryuji (Japan)     | Árbitro(s): Sato Ryuji (Japan) |

| 1 de diciembre de 2010, 19:30 | Indonesia                                                                  | 5 – 1   | Malasia        | Estadio Gelora Bung Karno, Yakarta                                |                                                                   |
|                               | Asraruddin 22' (o.g.) · Gonzáles 33' · Ridwan 52' · Arif 76' · Irfan 90+4' | Reporte | Norshahrul 18' | Asistencia: 62,000 espectadores Árbitro(s): Vo Minh Tri (Vietnam) | Asistencia: 62,000 espectadores Árbitro(s): Vo Minh Tri (Vietnam) |

| 4 de diciembre de 2010, 17:00 | Tailandia | 0 – 0   | Malasia | Estadio Gelora Bung Karno, Yakarta |                                    |
|                               |           | Reporte |         | Árbitro(s): Sgt. Win Cho (Myanmar) | Árbitro(s): Sgt. Win Cho (Myanmar) |

| 4 de diciembre de 2010, 19:30 | Laos | 0 – 6   | Indonesia                                                             | Estadio Gelora Bung Karno, Yakarta |                                   |
|                               |      | Reporte | Firman 26' (pen.), 51' · Ridwan 33' · Irfan 63' · Arif 77' · Okto 82' | Árbitro(s): Daud Abbas (Singapur)  | Árbitro(s): Daud Abbas (Singapur) |

| 7 de diciembre de 2010, 19:30 | Malasia                                                              | 5 – 1   | Laos      | Estadio Gelora Sriwijaya, Palembang |                                   |
|                               | Amri Yahyah 4' 41' · Amirul Hadi 74' · Norshahrul 77' · Mahali 90+3' | Reporte | Singto 8' | Árbitro(s): Vo Minh Tri (Vietnam)   | Árbitro(s): Vo Minh Tri (Vietnam) |

| 7 de diciembre de 2010, 19:30 | Indonesia                       | 2 – 1   | Tailandia | Estadio Gelora Bung Karno, Yakarta                             |                                                                |
|                               | Bambang 82' (pen.) 90+1' (pen.) | Reporte | Suree 69' | Asistencia: 65,000 espectadores Árbitro(s): Sato Ryuji (Japan) | Asistencia: 65,000 espectadores Árbitro(s): Sato Ryuji (Japan) |

### Grupo B
- Partidos a realizarse en Vietnam.

| Equipo    | PJ | PG | PE | PP | GF | GC | Dif | Pts |
| --------- | -- | -- | -- | -- | -- | -- | --- | --- |
| Vietnam   | 3  | 2  | 0  | 1  | 8  | 3  | +5  | 6   |
| Filipinas | 3  | 1  | 2  | 0  | 3  | 1  | +2  | 5   |
| Singapur  | 3  | 1  | 1  | 1  | 3  | 3  | 0   | 4   |
| Birmania  | 3  | 0  | 1  | 2  | 2  | 9  | −7  | 1   |

| 2 de diciembre de 2010, 17:00 | Singapur  | 1 – 1   | Filipinas          | Estadio Nacional Mỹ Đình, Hanói        |                                        |
|                               | Đurić 65' | Reporte | C. Greatwich 90+3' | Árbitro(s): Chaiya Mahapab (Tailandia) | Árbitro(s): Chaiya Mahapab (Tailandia) |

| 2 de diciembre de 2010, 19:30 | Vietnam | 7 – 1   | Birmania          | Estadio Nacional Mỹ Đình, Hanói                                  |                                                                  |
|                               | Nguyễn Anh Đức 13' 56' · Nguyễn Minh Phương 30' · Lê Tấn Tài 51' · Nguyễn Trọng Hoàng 73' 83' · Nguyễn Vũ Phong 90+4' | Reporte | Aung Kyaw Moe 16' | Asistencia: 40,000 espectadores Árbitro(s): Pratap Singh (India) | Asistencia: 40,000 espectadores Árbitro(s): Pratap Singh (India) |

| 5 de diciembre de 2010, 17:00 | Singapur                 | 2 – 1   | Birmania            | Estadio Nacional Mỹ Đình, Hanói     |                                     |
|                               | Đurić 62' · Casmir 90+4' | Reporte | Khin Maung Lwin 13' | Árbitro(s): Tao Rancheng (China PR) | Árbitro(s): Tao Rancheng (China PR) |

| 5 de diciembre de 2010, 19:30 | Filipinas                              | 2 – 0   | Vietnam | Estadio Nacional Mỹ Đình, Hanói                                          |                                                                          |
|                               | C. Greatwich 38' · P. Younghusband 79' | Reporte |         | Asistencia: 40,000 espectadores Árbitro(s): Jimmy Napitupulu (Indonesia) | Asistencia: 40,000 espectadores Árbitro(s): Jimmy Napitupulu (Indonesia) |

| 8 de diciembre de 2010, 19:30 | Birmania | 0 – 0   | Filipinas | Estadio Thiên Trường, Nam Định   |                                  |
|                               |          | Reporte |           | Árbitro(s): Pratap Singh (India) | Árbitro(s): Pratap Singh (India) |

| 8 de diciembre de 2010, 19:30 | Vietnam             | 1 – 0   | Singapur | Estadio Nacional Mỹ Đình, Hanói                                        |                                                                        |
|                               | Nguyễn Vũ Phong 32' | Reporte |          | Asistencia: 40,000 espectadores Árbitro(s): Chaiya Mahapab (Tailandia) | Asistencia: 40,000 espectadores Árbitro(s): Chaiya Mahapab (Tailandia) |

## Fase final
- Los partidos de semifinales y final se disputan a partidos de ida y regreso en el estadio del país que ejerce de local.
|  | Semifinales | Semifinales | Semifinales | Semifinales | Semifinales |   |    | Final   | Final | Final | Final | Final |
|  |             |             |             |             |             |   |    |         |       |       |       |       |
|  | A2          | Malasia     | 2           | 0           | 2           |   |    |         |       |       |       |       |
|  | B1          | Vietnam     | 0           | 0           | 0           |   |    |         |       |       |       |       |
|  |             |             |             |             |             |   | A2 | Malasia | 3     | 1     | 4     |       |
|  |             | A1          | Indonesia   | 0           | 2           | 2 |    |         |       |       |       |       |
|  | B2          | Filipinas   | 0           | 0           | 0           |   |    |         |       |       |       |       |
|  | A1          | Indonesia   | 1           | 1           | 2           |   |    |         |       |       |       |       |

### Semifinales
| 15 de diciembre de 2010, 20:00 | Malasia       | 2 – 0   | Vietnam | Estadio Nacional Bukit Jalil, Kuala Lumpur                        |                                                                   |
|                                | Safee 60' 79' | Reporte |         | Asistencia: 45,000 espectadores Árbitro(s): Sun Baojie (China PR) | Asistencia: 45,000 espectadores Árbitro(s): Sun Baojie (China PR) |

| 18 de diciembre de 2010, 19:00 | Vietnam | 0 – 0 (Global 0 - 2) | Malasia | Estadio Nacional Mỹ Đình, Hanói                                           |                                                                           |
|                                |         | Reporte              |         | Asistencia: 40,000 espectadores Árbitro(s): Kim Sang-Woo (Korea Republic) | Asistencia: 40,000 espectadores Árbitro(s): Kim Sang-Woo (Korea Republic) |

| 16 de diciembre de 2010, 19:00 | Filipinas | 0 – 1   | Indonesia    | Estadio Gelora Bung Karno, Yakarta                               |                                                                  |
| |           | Reporte | Gonzáles 32' | Asistencia: 70,000 espectadores Árbitro(s): Masoud Moradi (Irán) | Asistencia: 70,000 espectadores Árbitro(s): Masoud Moradi (Irán) |
| El partido se debía disputar en Filipinas. Sin embargo, debido a la falta de disponibilidad de un estadio que cumpliese con las normas de la AFF, se determinó que ambos partidos fuesen disputados en Indonesia. |           |         |              |                                                                  |                                                                  |

| 19 de diciembre de 2010, 19:00 | Indonesia    | 1 – 0 (Global 2 - 0) | Filipinas | Estadio Gelora Bung Karno, Yakarta                                  |                                                                     |
|                                | Gonzáles 43' | Reporte              |           | Asistencia: 88,000 espectadores Árbitro(s): Ali Abdulnabi (Bahrain) | Asistencia: 88,000 espectadores Árbitro(s): Ali Abdulnabi (Bahrain) |

### Final
| 26 de diciembre de 2010, 20:00 | Malasia                     | 3 – 0   | Indonesia | Estadio Nacional Bukit Jalil, Kuala Lumpur                       |                                                                  |
|                                | Safee 61' 73' · Ashaari 68' | Reporte |           | Asistencia: 98,543 espectadores Árbitro(s): Masaaki Toma (Japan) | Asistencia: 98,543 espectadores Árbitro(s): Masaaki Toma (Japan) |

| 29 de diciembre de 2010, 19:00 | Indonesia               | 2 – 1 (Global 2 - 4) | Malasia   | Estadio Gelora Bung Karno, Yakarta                                  |                                                                     |
|                                | Nasuha 73' · Ridwan 87' | Reporte              | Safee 54' | Asistencia: 88,000 espectadores Árbitro(s): Peter Green (Australia) | Asistencia: 88,000 espectadores Árbitro(s): Peter Green (Australia) |

## Campeón
|                             |
| Bandera de Malasia          |
| Campeón Malasia 1.er título |

## Clasificación final
| Equipo | Equipo    | Pts | PJ | PG | PE | PP | GF | GC | Dif |
| ------ | --------- | --- | -- | -- | -- | -- | -- | -- | --- |
| 1      | Malasia   | 11  | 7  | 3  | 2  | 2  | 12 | 8  | +4  |
| 2      | Indonesia | 18  | 7  | 6  | 0  | 1  | 17 | 6  | +11 |
| 3      | Vietnam   | 7   | 5  | 2  | 1  | 2  | 8  | 5  | +3  |
| 4      | Filipinas | 5   | 5  | 1  | 2  | 2  | 3  | 3  | 0   |
| 5      | Singapur  | 4   | 3  | 1  | 1  | 1  | 3  | 3  | 0   |
| 6      | Tailandia | 2   | 3  | 0  | 2  | 1  | 3  | 4  | −1  |
| 7      | Birmania  | 1   | 3  | 0  | 1  | 2  | 2  | 9  | −7  |
| 8      | Laos      | 1   | 3  | 0  | 1  | 2  | 3  | 13 | −10 |

## Goleadores
5 goles
- Safee Sali

3 goles
- Cristian Gonzáles
- Muhammad Ridwan

2 goles
- Arif Suyono
- Bambang Pamungkas
- Firman Utina
- Irfan Bachdim
- Mohd Amri Yahyah
- Norshahrul Idlan Talaha
- Christopher Greatwich
- Aleksandar Đurić
- Sarayuth Chaikamdee
- Nguyen Anh Duc
- Nguyen Trong Hoang
- Nguyen Vu Phong

1 gol
- Mohammad Nasuha
- Oktovianus Maniani
- Kanlaya Sysomvang
- Konekham Inthammvong
- Lamnao Singto
- Mohd Amirul Hadi Zainal
- Mahali Jasuli
- Mohd Ashaari Shamsuddin
- Aung Kyaw Moe
- Khin Maung Lwin
- Phil Younghusband
- Agu Casmir
- Suree Sukha
- Lê Tấn Tài
- Nguyễn Minh Phương

Autogol
- Asraruddin Putra Omar (ante Indonesia)